# Jenny Van Rysselberghe
Jenny Van Rysselberghe (Kortrijk, 31 december 1879 – Concepción, (Chili), 18 februari 1966) was een Belgisch organiste en componiste.

## Levensloop
Jenny Van Rysselberghe was vanaf haar zeven jaar leerlinge aan het conservatorium van Gent waar ze Léandre Vilain als leraar orgel had. Ze behaalde er eerste prijzen notenleer (1896), harmonie (1899), becijferde bas, kamermuziek (1901) en orgel (1907); tweede prijzen harmonie (1900) en fuga (1902); bekwaamheiddiploma orgel (1911). Ze begon reeds te componeren toen ze nog student was aan het conservatorium.
Ze gaf vaak recitals, onder andere ook op het Kursaalorgel in Oostende, waar ze soms de titularis, haar leermeester Vilain verving tijdens diens concerttournees. Haar speelstijl en repertoire lag volledig in diens verlengde: bewerkingen van populaire klassieke muziekstukken die oorspronkelijk niet voor orgel geschreven waren, naast uiteraard vooral eigentijds romantisch orgelwerk.
Van 1920 af woonde ze in Ninove waar haar echtgenoot vrederechter was. In Ninove stimuleerde ze het culturele leven door er vele concerten, spreekbeurten en culturele manifestaties op touw te zetten. Na de dood van haar man in 1944 trok ze frequent op reis, vaak naar Zuid-Amerika. Haar nicht Sylvie was met een Chileense ingenieur gehuwd en mogelijk was dit de reden voor de reizen. Zij overleed in Chili.

## Oeuvre
Jenny Van Rysselberghe schreef in totaal 87 werken voor koor, orkest, piano, zang, hoorn en viool. Ze schreef ook gelegenheidsmuziek voor Gentse revues ("A travers l'Exposition. Revue à grand spectacle"; 1914). Ze componeerde in 1931 ook "Salomés dans" voor piano of klein orkest, bestemd voor uitvoering tijdens het passiespel “Het geding van Onze Heer” van de Ninoofse auteur Paul De Mont uit 1926..

## Familie
Jenny Van Rysselberghe was de dochter van Julien-Marie Van Rysselberghe, een ingenieur en professor aan de RUG en de nicht van kunstschilder Théo Van Rysselberghe, Charles-Jules Van Rysselberghe en Octave Van Rysselberghe (beiden architect) en de uitvinder François Van Rysselberghe. Ze was getrouwd met Leon P.C. Cogen, geboren in Gent in 1876 en overleden in oktober 1944, kort na de Tweede Wereldoorlog. Cogen was vanaf 1898 actief in de Belgische en internationale Esperantobeweging.